# Curriea xanthoceps
Curriea xanthoceps är en stekelart som beskrevs av Josef Fahringer 1928. Curriea xanthoceps ingår i släktet Curriea och familjen bracksteklar. Inga underarter finns listade i Catalogue of Life.